# De la rizière à la montagne
 (juin 2020).
Si vous disposez d'ouvrages ou d'articles de référence ou si vous connaissez des sites web de qualité traitant du thème abordé ici, merci de compléter l'article en donnant les références utiles à sa vérifiabilité et en les liant à la section « Notes et références ».
De la rizière à la montagne est un roman de Jean Marquet couronné du Grand Prix de Littérature Coloniale et du Prix Corrard de la Société des gens de lettres en 1921.

## Le roman
Le roman retrace l'existence d'une famille de paysans pauvres au nord du Vietnam. Une vie de traditions entrecoupée de nombreux malheurs qui blessent tant la chair que le cœur. Nguyen, par la traîtrise de son voisin va être arrêté et déporté dans la Haute Région où il périra de mauvaise fièvre. Son frère cadet le vengera à sa manière...
Un langage direct anime ces personnages simples et attachants ; un voyage des plaines du Fleuve Rouge aux confins de l'immense Chine dont le sud est habité par différentes minorités entraîne le lecteur dans un Vietnam rural authentique que l'on retrouve presqu'intact aujourd'hui.
Jean Marquet va transcrire la pensée paysanne à travers la vie simple de souffrances et de privations du pauvre "nhaqué". La nature elle aussi est représentée telle qu'elle est subie par l'agriculteur démuni. Pas de jungle luxuriante, pas de couleurs vives, mais seulement la tristesse infinie du Delta, les bourrasques salées du vent marin, un plat pays grisâtre et morne.
Jean Marquet, qui a pénétré l'âme des paysans anamites, qui s'est lui-même fait nhaqué".
Le livre de Jean Marquet sur l'Indochine (De la rizière à la montagne) se propose de "faire comprendre dans une perspective foncièrement réaliste le point de vue ou la mentalité de l'indigène, ainsi que de donner une image exacte de sa vie.".

## Résumé
Premier roman de l'auteur paru en 1920, l'ouvrage raconte la mort de Nguyen, un pauvre paysan indochinois victime de son voisin et condamné aux travaux forcés dans la Haute Région. La majeure partie du roman est consacrée au récit de la quête des restes du héros par son frère Ba, qui réussira non sans mal à les rapporter dans son village natal pour les inhumer.

## Éditions
- De la rizière à la montagne, in Revue indochinoise, 1912
- De la rizière à la montagne, mœurs annamites, Delalain, 1920
- De la rizière à la montagne, mœurs annamites, Imprimerie d'Extrême-Orient, 1923 (Illustrations de Jules Galand)
- De la rizière à la montagne, mœurs annamites, Delalain, 1925
- De la rizière à la montagne, mœurs annamites, Delalain, 1928
- De la rizière à la montagne, mœurs annamites, Kailash , 2008

## Liens